# Эдип (Сенека)
«Эди́п» (лат. Oedipus) — трагедия римского писателя Луция Аннея Сенеки Младшего на сюжет из греческих мифов. Её текст полностью сохранился.

## Сюжет
Трагедия написана на известный сюжет из фиванского мифологического цикла. Это вторая латинская обработка этого сюжета (после «Эдипа» Гая Юлия Цезаря). Сенека описывает примерно те же события, что и Софокл в единственной сохранившейся греческой трагедии на эту тему, но при этом сходство ограниченное, так что, вероятно, источником для Сенеки был не Софокл.
В Фивах, где царствует Эдип, начинается мор. Фиванцы узнают из оракула, что мор прекратится, только когда будет найден убийца предыдущего царя — Лаия. Эдип обращается за помощью к прорицателю Тиресию. Тот сначала безуспешно гадает по внутренностям жертвы, а потом вызывает тень убитого, которая сообщает, что преступник — сам Эдип. Последний понимает, что убил отца и женился на матери, и выкалывает себе глаза. Иокаста (его мать и жена одновременно) совершает самоубийство.

## Судьба пьесы
О времени создания «Эдипа», как и других трагедий Сенеки, ничего не известно. Одни исследователи относят пьесы к раннему периоду творчества Луция Аннея, другие — к позднему. Предположительно эти произведения создавались не для постановки на сцене, а для чтения. Из более поздних античных авторов их упоминает только Квинтилиан. В эпоху Средних веков и Раннего Нового времени трагедии Сенеки были единственными произведениями античной драматургии, которые знала европейская публика, они существенно повлияли на становление европейской литературы (в том числе на творчество Уильяма Шекспира и Жана Расина). Начиная с XVIII века их подвергают жёсткой критике за риторичность, дефицит действия, вторичность по сравнению с трагедиями афинских классиков. Наряду с этим есть и другой взгляд на пьесы Сенеки — как на уникальный литературный памятник, появившийся на очередном этапе освоения классического культурного наследия.

## Издание на русском языке
- Луций Анней Сенека. Эдип. Перевод С. А. Ошерова // Луций Анней Сенека. Трагедии. М., 1983. С. 69-98.